# Alocasia augustiana
Alocasia augustiana är en kallaväxtart som beskrevs av Lucien Linden och Émile Rodigas. Alocasia augustiana ingår i släktet Alocasia och familjen kallaväxter. Inga underarter finns listade.